# Itome (Tessàlia)
|  | Per a altres significats, vegeu «Itome». |

Itome (en grec antic Ἰθώμη) era una antiga ciutat de Tessàlia al districte d'Hestieòtide. Homer li dona l'epítet de "la rocosa Itome" (Ἰθώμη κλωμακόεσσα) al "Catàleg de les naus" a la Ilíada.
Estrabó la situa a l'interior d'un quadrangle format per les ciutats de Trica, Metròpolis de l'Hestieòtide, Pelinna i Gomfi. Probablement ocupava el lloc d'un castell que hi ha sobre el poble actual de Fanari situat a Karditsa.
A la part nord del castell s'observen algunes restes d'una muralla molt antiga formada per grans blocs tallats amb molta precisió i encaixats sense cap mena de ciment.